# بریوتاون
بریوتاون (به انگلیسی: Bravetown) فیلمی محصول سال ۲۰۱۵ و به کارگردانی دانیل دوران است. در این فیلم بازیگرانی همچون لوکاس تیل، جاش دوهامل، کرینگتون پین، جی هد، تام اورت اسکات، ماریا بلو و لورا درن ایفای نقش کرده‌اند.